# Hải sản nấu

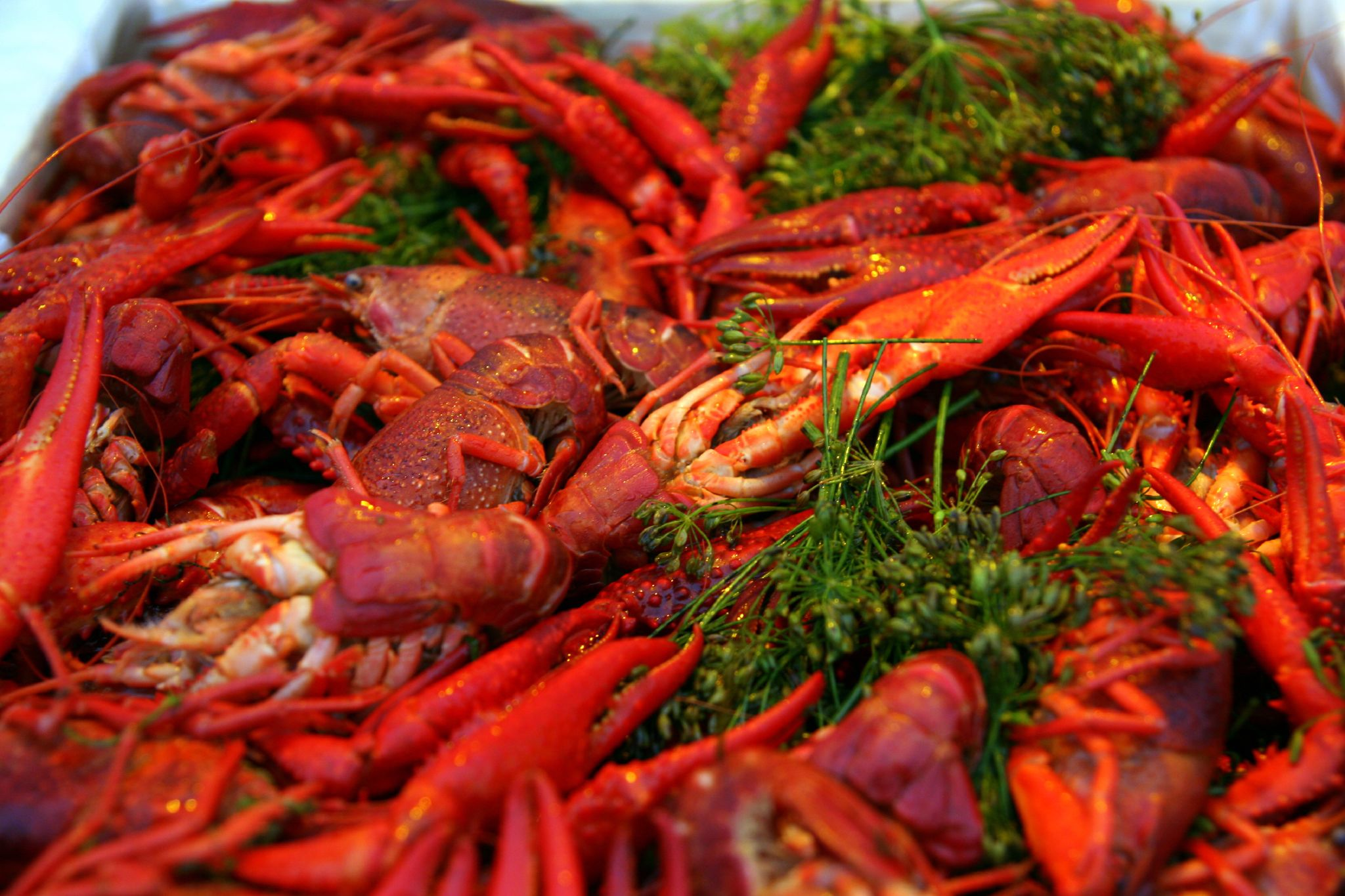
Một mâm hải sản gồm tôm hùm đất

Hải sản nấu hay một mâm hải sản (Seafood boil) là thuật ngữ chỉ chung cho bất kỳ loại sự kiện xã hội nào trong đó động vật có vỏ, dù là các loài nước mặn (hải sản) hay nước ngọt (thủy sản) là yếu tố trung tâm trong bữa ăn hay bữa tiệc. Các biến tấu của khu vực chỉ ra các loại hải sản, các món ăn kèm và các món ăn phụ, và các kỹ thuật chuẩn bị (luộc, hấp, nướng, hoặc ăn sống). Trong một số trường hợp, một bữa tiệc sự kiện có thể được tài trợ và chiêu đãi từ một tổ chức cộng đồng như một người gây quỹ hoặc một người chế biến. Ngày nay, những mâm hải sản phổ biến trên mạng internet với kiểu Mukbang (vừa ăn vừa ghi hình).
Theo cách này, bữa tiệc với một mâm hải sản giống như một bữa tiệc cá chiên, bữa tiệc thịt nướng hun khói (BBQ), hoặc bữa ăn tối ở nhà thờ. Bữa tiệc hải sản cũng được tổ chức bởi các cá nhân cho bạn bè và gia đình của họ cho một cuộc họp mặt cuối tuần vào các ngày lễ của Ngày Tưởng niệm và Ngày Độc lập ở Mỹ. Trong khi mâm hải sản và bánh truyền thống có liên quan đến các khu vực ven biển của Hoa Kỳ, có những trường hợp ngoại lệ. Các nguyên liệu quen thuộc trong mâm hải sản thường bao gồm các loại tôm, cua, tôm hùm đất (crayfish), Tôm hùm (lobster), cua hoàng đế (King crab), sò điệp (scallop), hàu, bạch tuộc...và nhiều loài thủy sản, hải sản khác. Chúng thường được ăn với nước xốt (thường là xốt Cajun), bắp Mỹ, xúc xích..